# La memoria perdida
La memoria perdida es el decimoséptimo álbum de estudio de la banda de heavy metal española Medina Azahara, publicado en el año 2012 por Mano Negra Records y Ediciones Senador.
Supone el primer álbum de la banda en el que participan Nacho Santiago (batería) y Juanjo Cobacho (bajo), tras la salida de Manuel Reyes y Charly Rivera, anunciada en septiembre de 2012.

## Lista de canciones
1. "Sevilla" - 4:46
2. "Un Nuevo Sol"	- 4:15
3. "Corazón Herido" - 4:44
4. "La Última Batalla" - 4:45
5. "Libertad Y Luz" - 3:37
6. "Al Despertar"	- 4:11
7. "Mil Colores En Tu Corazón" - 4:10
8. "Busco" - 3:43
9. "Quiéreme O Déjame" - 4:13
10. "Algo Cambió" - 3:37
11. "Rumor" - 3:44
12. "Al Pie De La Alhambra" - 4:03
13. "La Última Batalla" (V.O.) - 4:30
14. "Sevilla" (V.O.) - 4:46

## Personal
- Manuel Martínez - voz
- Paco Ventura - guitarras, coros
- Juanjo Cobacho - bajo, coros
- Nacho Santiago - batería, coros
- Manuel Ibáñez - teclados, coros